# Drjanovets (Razgrad)
Drjanovets (Bulgaars: Дряновец) is een dorp in het noordoosten van Bulgarije, gelegen in de gemeente Razgrad in oblast Razgrad. Het dorp ligt hemelsbreed ongeveer 14 km ten noordwesten van de stad Razgrad en 267 km ten noordoosten van de hoofdstad Sofia.

## Bevolking
Het dorp Drjanovets had bij de laatste officiële volkstelling van 7 september 2021 een inwoneraantal van 587 personen. Dit waren 41 mensen (-6,5%) minder dan 628 inwoners bij de census van 1 februari 2011. De gemiddelde jaarlijkse groei in die periode komt daarmee uit op -0,64%, hetgeen hoger is dan het landelijk jaarlijks gemiddelde over deze periode (-1,14%). Het aantal inwoners vertoont al vele jaren een dalende trend: in 1934 had het dorp nog een recordaantal van 2.729 inwoners.
- 1934 2729
Koninkrijk Bulgarije
- 1946 2536
Volksrepubliek Bulgarije
- 1956 2208
Volksrepubliek Bulgarije
- 1965 2050
Volksrepubliek Bulgarije
- 1975 1735
Volksrepubliek Bulgarije
- 1985 1246
Volksrepubliek Bulgarije
- 1992 1176
Republiek Bulgarije
- 2001 907
Republiek Bulgarije
- 2011 628
Republiek Bulgarije
- 2021 587
Republiek Bulgarije

- Koninkrijk Bulgarije
- Volksrepubliek Bulgarije
- Republiek Bulgarije

In het dorp wonen grotendeels etnische Bulgaren. In de optionele volkstelling van 2011 identificeerden 510 van de 536 ondervraagden zichzelf met de Bulgaarse etniciteit - 95,1% van de bevolking. De overige inwoners waren vooral etnische Roma.
| Etnische samenstelling van de respondenten (2011) | Etnische samenstelling van de respondenten (2011) | Etnische samenstelling van de respondenten (2011) | Etnische samenstelling van de respondenten (2011) | Etnische samenstelling van de respondenten (2011) |
| ------------------------------------------------- | ------------------------------------------------- | ------------------------------------------------- | ------------------------------------------------- | ------------------------------------------------- |
|                                                   |                                                   |                                                   |                                                   |                                                   |
| Bulgaren                                          | Bulgaren                                          |                                                   | 95,1%                                             | 95,1%                                             |
| Turken                                            | Turken                                            |                                                   | 0,0%                                              | 0,0%                                              |
| Roma                                              | Roma                                              |                                                   | 1,7%                                              | 1,7%                                              |
| Anders/Onbekend                                   | Anders/Onbekend                                   |                                                   | 3,2%                                              | 3,2%                                              |